# Gereonsklub

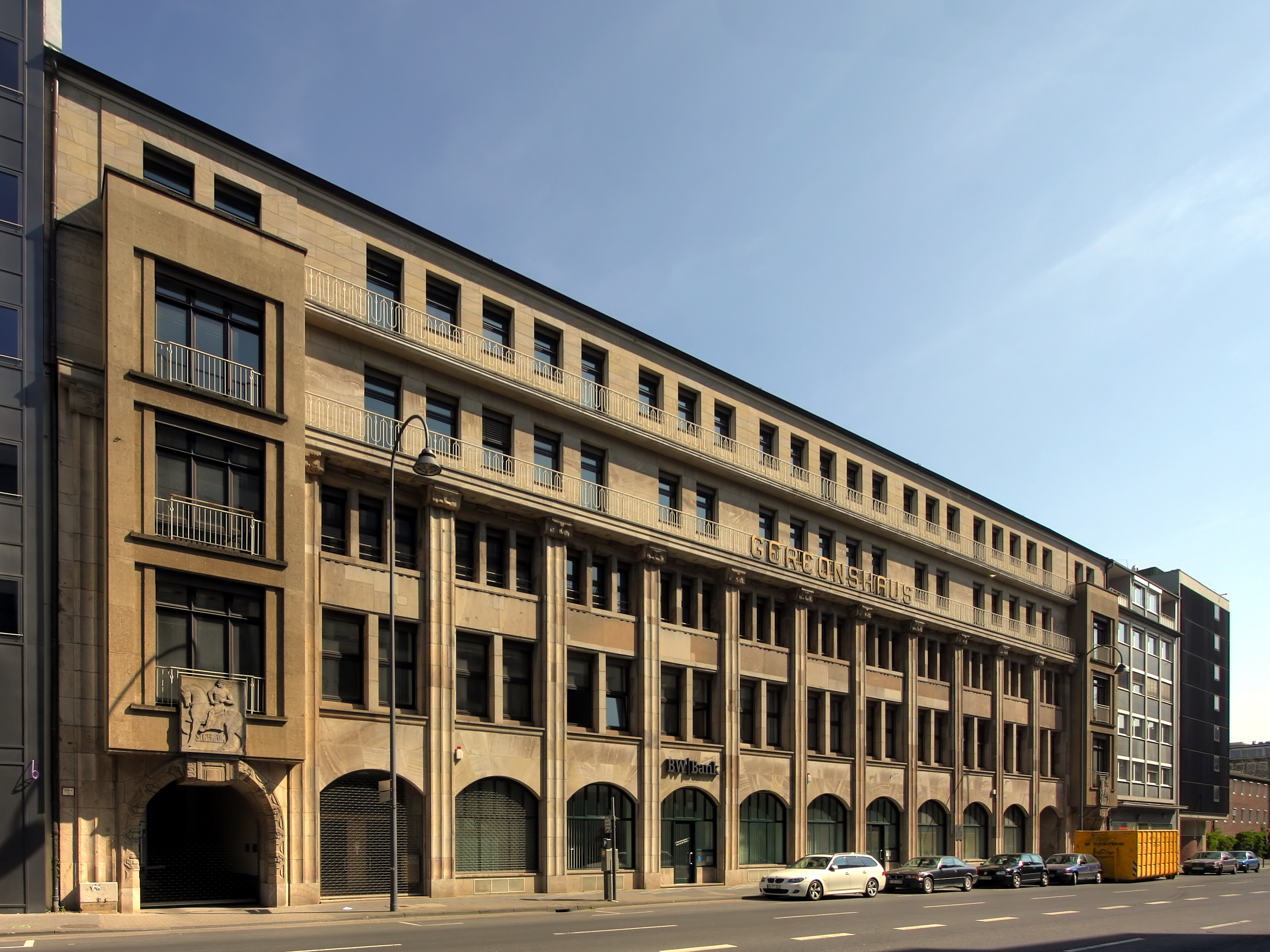
El Gereonshaus en Colonia, diseñado por Carl Moritz, 1909–10; sede del Gereonsklub.

El Gereonsklub fue una asociación de artistas de vanguardia en Colonia en los años inmediatamente anteriores a la Primera Guerra Mundial.
Sus miembros fundadores fueron los artistas Olga Oppenheimer, Emmy Worringer y Franz M. Jansen. Los miembros posteriores incluyeron a Marta Worringer y August Macke. Recibió su nombre por el edificio Gereonshaus diseñado por el arquitecto Carl Moritz, en el que Oppenheimer tenía un estudio. Se inauguró en enero de 1911 y se cerró en 1913.
El Gereonsklub funcionaba como centro de conferencias y exposiciones y contaba con una escuela de pintura dirigida por Oppenheimer. Emmy Worringer y su hermano Wilhelm, historiador del arte, contrataron las conferencias y organizaron las exposiciones. En ese breve periodo de tiempo exhibió a artistas tan notables como Franz Marc (1911), Paul Klee (1912), Robert Delaunay (1913) y August Macke. En 1912, el Gereonsklub fue la primera parada de una de las primeras exposiciones itinerantes del grupo Blue Rider.